# Utaherpeton
Utaherpeton franklini es una especie extinta de lepospóndilo que vivió a finales del período Carbonífero (durante el Bashkiriense) en lo que hoy son los Estados Unidos, siendo una de las especies más antiguas del grupo Microsauria.